# Londerzeel
Londerzeel este o comună în provincia Brabantul Flamand, în Flandra, una dintre cele trei regiuni ale Belgiei. Comuna este formată din localitățile Londerzeel, Malderen și Steenhuffel. Suprafața totală este de 36,29 km². Comuna Londerzeel este situată în zona flamandă vorbitoare de limba neerlandeză a Belgiei. La 1 ianuarie 2008 comuna avea o populație totală de 17.525 locuitori.